# Карл (герцог Дураццо)
Карл Дура́ццо (итал. Carlo di Durazzo), Карл Гравина (итал. Carlo Di Gravina; 1323 — 23 января 1348) — неаполитанский дворянин, герцог Дураццо, граф Гравины.

## Биография
Карл был старшим сыном герцога Иоанна и Агнессы де Перигор. После того, как в 1336 году умер отец, Карл унаследовал титулы герцога Дураццо и графа Гравины.
В 1343 году Карл женился на Марии Калабрийской, младшей сестре королевы Джованны I. Предполагалось, что Мария станет невестой восточноевропейского короля Людовика I или французского короля Иоанна II, но Карл и его мать организовали похищение Марии, так как брак с ней позволял Карлу приблизиться к неаполитанскому трону.
В 1345 году в Неаполе был убит король Андрей. Карл был одним из основных подозреваемых как одно из наиболее заинтересованных лиц. Первые два расследования объявили его невиновным, но в 1348 году Лайош I Венгерский, требуя мести за смерть брата, вторгся в Неаполитанское королевство, разбил армию Джованны I при Капуе и провёл своё расследование. Джованна I была заочно обвинена в убийстве первого мужа, а Карл был схвачен и казнён. Четвёртое расследование обстоятельств убийства Андрея, проведённое в 1350 году от имени папы пятью кардиналами, подтвердило версию о виновности Карла.

## Жена и дети
21 апреля 1343 года Карл женился в Неаполе на Марии Калабрийской. У них было пятеро детей:
- Людовик (1343—1344)
- Иоанна (1344—1387), герцогиня Дураццо, которая в 1366 году вышла замуж за Людовика д’Эврё, а в 1376 — за Робера д’Артуа
- Агнесса (1345—1383), которая в 1363 году вышла замуж за сеньора Вероны Кансиньорио делла Скала, а затем — за титулярного императора Константинополя Жака де Бо
- Клементина (1346—1363)
- Маргарита (1347—1412), которая в 1368 году вышла замуж за неаполитанского короля Карла III

## Образ в культуре
Александр Дюма-отец вывел Карла в романе «Иоанна Неаполитанская» как мастера интриг и предательств, организовавшего смерть Андрея, а затем — его убийц.